# Albert Maring
Albert Maring SJ (* 6. April 1883 in Koblenz; † 8. April 1943 im KZ Dachau) war  ein deutscher römisch-katholischer Priester und Jesuit.

## Leben

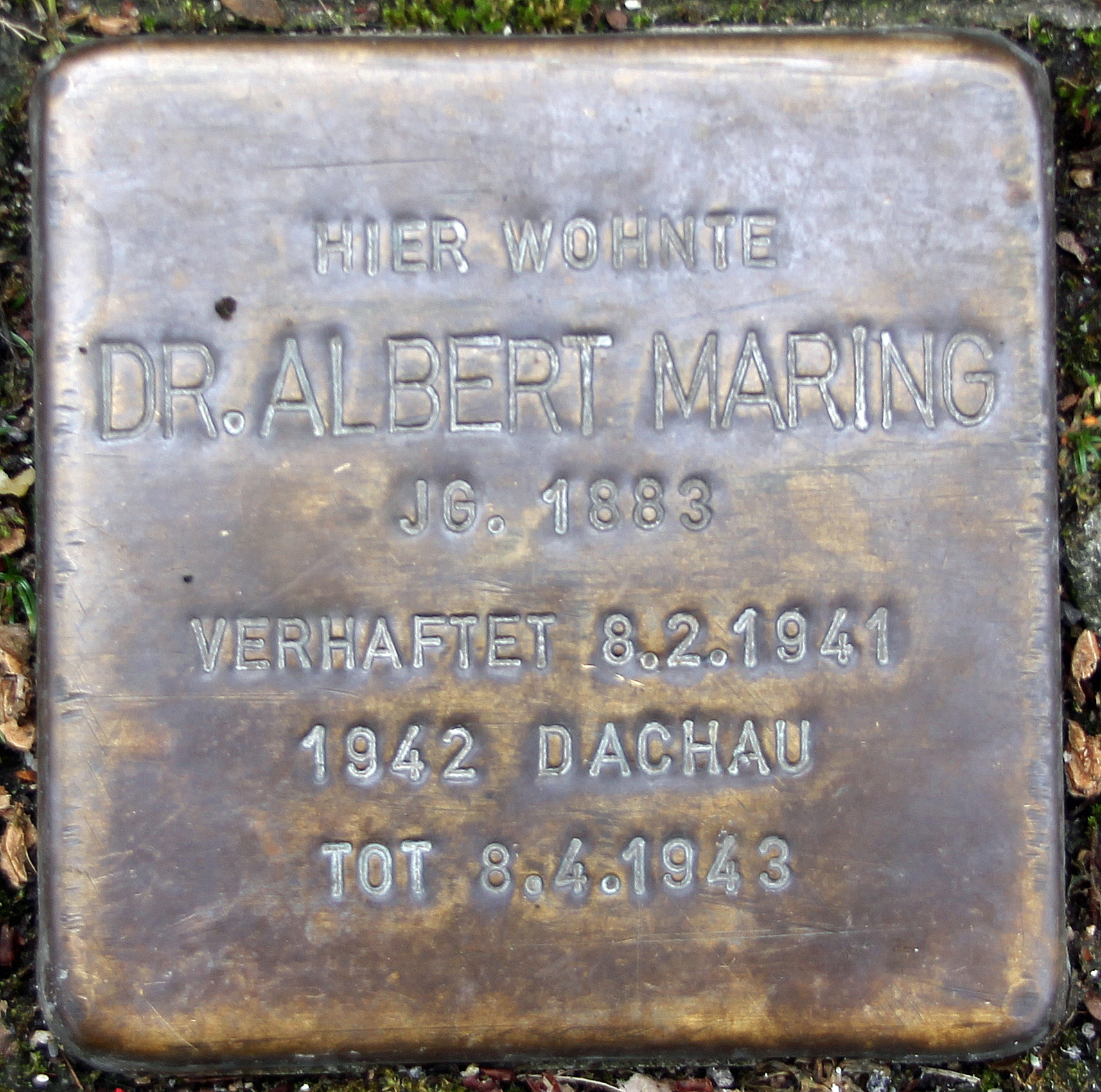
Stolperstein für Pater Albert Marning in der Roonstr. 5 in Koblenz

Albert Maring wurde als Sohn eines Kaufmanns in Koblenz geboren.
Am 23. April 1901 trat er in das Noviziat der Jesuiten in Feldkirch/Österreich ein. Ab 1902 ging er nach Exaeten (Niederlande) in das Juniorat. Dort lernte er Pater Friedrich Muckermann kennen – eine Begegnung, die ihn prägte.
Während des Philosophiestudiums in Valkenburg zeigte sich seine naturwissenschaftliche Begabung. In Kopenhagen erwarb er unter der Leitung des Physikers Martin Knudsen und dessen Assistenten Niels Bohr den Magistergrad. Die Rheinische Friedrich-Wilhelms-Universität Bonn promovierte ihn 1928.
Nach seiner Priesterweihe hielt er im Jahr 1934 in Oberdörnbachshof (Schwarzbach) für Gymnasiasten religiöse Vorträge, was durch Spitzel angezeigt wurde. Im Juni 1935 hielt die Staatspolizeistelle für den Regierungsbezirk Münster fest, dass der in Münster wohnhafte Maring eine Gefahr sei für die nun im „Geist des Heidentums“ zu erziehende Jugend.
Zusammen mit Friedrich Muckermann erarbeitete Maring das Periodikum: Der Gral. Monatszeitschrift für Dichtung und Leben. Seit 1930 setzten sich die Jesuiten mit der Ideologie der Nationalsozialisten auseinander. Reinhard Heydrich, Leiter des Reichssicherheitshauptamts, sah in Maring einen der Hauptgegner des Systems. Muckermann konnte rechtzeitig in die Niederlande fliehen. Nach gründlicher Vorbereitung verhaftete die Gestapo Maring in Lübeck wegen „staatsfeindlicher und landesveräterischer Betätigung“. Am 8. Februar 1941 wurde er in das Polizeigefängnis Münster überführt, wo er auf den ebenfalls verhafteten Mitbruder August Benninghaus traf. Nach einer Zwischenstation im KZ Sachsenhausen wurde er am 18. Juni 1942 in das KZ Dachau in den Priesterblock gebracht. „Da nicht zu erwarten ist, daß Maring seine staatsfeindliche Gesinnung ändern wird, wird er dem KZ überwiesen.“

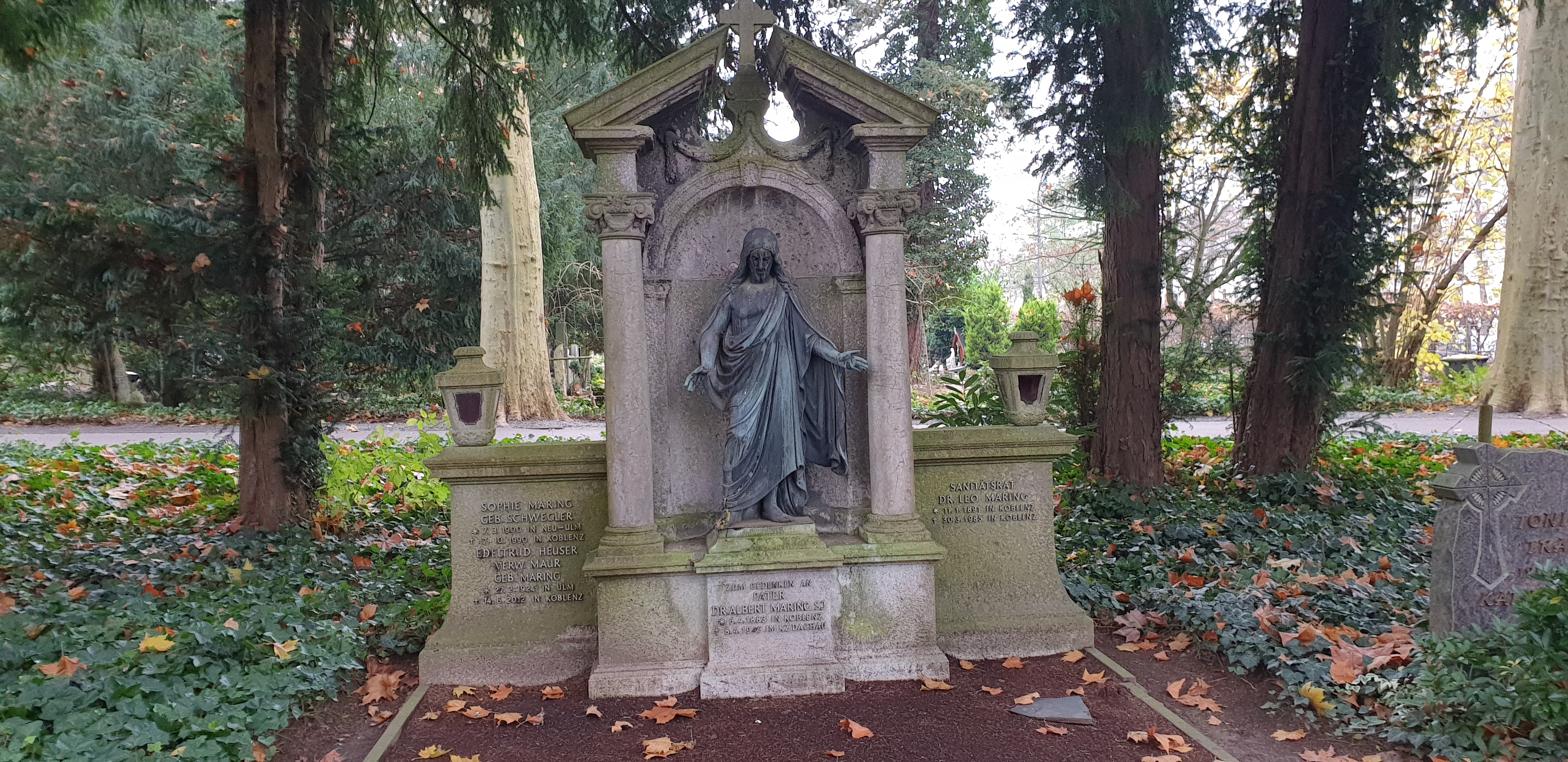
Grab der Familie Maring auf dem Koblenzer Hauptfriedhof

Durch mangelnde Ernährung und Lagerkrankheiten geschwächt, starb Albert Maring am 8. April 1943 im Krankenrevier.

## Gedenken
Die katholische Kirche nahm Albert Maring im Jahr 1999 als Glaubenszeugen in das deutsche Martyrologium des 20. Jahrhunderts auf.

## Schriften
- Untersuchungen über das Spektrum des Eisenlichtbogens bei vermindertem Druck im Gebiet 2270–3900 Ångström. Leipzig 1928.
- Deutsches Volk und christliches Sittengesetz. Köln 1934.
- Der Gott der Deutschgläubigen und unser Gott. Köln 1934.
- Der Weltendom und sein Bauherr: Ein Blick in die Bauhütte des Weltalls. Münster 1939.
- Feste und Gedenktage der Kirche: Besinnliche Lesungen auf die Festtage des Kirchenjahres. Köln 1940.